# Agrilus lineellus
Agrilus lineellus é uma espécie de inseto do género Agrilus, família Buprestidae, ordem Coleoptera.
Foi descrita cientificamente por Gory, 1841.